# Glyphodera ochripes
Glyphodera ochripes är en tvåvingeart som beskrevs av Günther Enderlein 1922. Glyphodera ochripes ingår i släktet Glyphodera och familjen skridflugor. Inga underarter finns listade i Catalogue of Life.